# Hermann I. (Schwalenberg)
Hermann I. von Schwalenberg (* um 1163; † um 1224) war Graf von Schwalenberg aus dem gleichnamigen Adelsgeschlecht, Graf von Waldeck, Vogt von Paderborn, Aroldessen und Flechtdorf.
Hermann I. wurde um 1163 als zweiter Sohn des Grafen Volkwin II. von Schwalenberg und dessen zweiter Ehefrau geboren. 1184 wurde Hermann Graf von Waldeck, nachdem er zuvor bereits Graf von Schwalenberg geworden war. 1185 beteiligte er sich mit seinen Brüdern an der Gründung des Klosters Marienfeld. Auf den Grafentitel von Schwalenberg verzichtete er 1189, wurde Vogt von Paderborn und erwarb Brilon. Er verlor jedoch die Vogteien Aroldessen und 1195 auch Flechtdorf.
Hermann I. starb völlig verarmt um 1224. Die Grafschaft Waldeck fiel damit an seine Neffen Volkwin IV. und Adolf I. von Schwalenberg.